# Tigersharks
TigerSharks est une série américaine créée par Ted Wolf, produite par Rankin/Bass et distribuée par Lorimar-Telepictures en 1987. La série raconte les aventures d'une bande de justiciers pouvant se transformer en requins et en d'autres créatures marines, dans la lignée de Cosmocats et SilverHawks, autres séries créées par Ted Wolf et développées par Rankin/Bass.
La série n'a connu qu'une saison comprenant 26 épisodes ainsi que quatre courts métrages : TigerSharks, Street Frogs, The Mini Monsters, et Karate Kat.

## Histoire
Les membres de l'équipe TigerShark sont des humains qui utilisent leurs Fish Tank afin d'accomplir leurs missions et utilisent leurs pouvoirs afin de se transformer en animaux marins. Les TigerSharks ont une base sous-marine. Leur bateau se nomme le SARK et contient le Fish Tank.
L'action se passe dans un monde marin, sur une terre complètement recouverte par les océans. La planète est habitée par les Waterians. Les TigerSharks sont là pour les protéger des machiavéliques T-Ray.